# NGC 3268
NGC 3268是一个位于 唧筒座的椭圆星系，属于唧筒座星系团，距离地球40.7百萬秒差距（132.7 × 106光年），1835年4月18日由約翰·赫歇爾发现。